# Tatay Éva
Tatay Éva (Budapest, 1936. január 13. –) Kazinczy-díjas magyar színésznő, előadóművész, tanár.

## Életpályája
Makay Margit színiiskolájában szerzett színészi oklevelet 1957-ben. Színészi pályáját a Madách Színházban kezdte. 1958-tól a Békés Megyei Jókai Színházhoz szerződött. 1959-től az Állami Déryné Színház társulatának tagja volt. 1967-ben filozófiai diplomát szerzett. 1967-től szabadfoglalkozású színművésznő, vers- és prózamondó előadóművész (1500 vers a magyar és világirodalomból; 22 önállóest a magyar és világirodalomból, főként kortárs szerzők műveiből). 1991-ben Kazinczy-díjat kapott. 1982-től művészi beszéd-, beszédtechnika-, vers- és prózamondótanárként oktatott a Bárczy Gusztáv Gyógypedagógiai Tanárképző Főiskolán, a Színház- és Filmművészeti Főiskolán, az ELTE TKF Zene Tanszékén és tanított például a Prológus Színiiskolában is. Előadóművészi tapasztalatairól írásai, cikkei jelentek meg nyelvészeti folyóiratokban. Az Anyanyelvápolók Szövetsége tiszteletbeli elnökségének tagja.

## Fontosabb színházi szerepei
- William Shakespeare: Hamlet... Színészkirályné
- Henrik Ibsen: Peer Gynt... Solvejg; Aase
- Katona József: Bánk bán... Izidóra; Gertrudis
- Jókai Mór: A kőszívű ember fiai... Liedenwall Edit
- Darvas József: Hajnali tűz... Bónis Lajosné
- Pavel Kohout: Ilyen nagy szerelem... Majka
- Bartos Ferenc – Baróti Géza: Mindent a mamáért... Vukicsné
- Simon Magda: Százházas lakodalom... Erzsi
- Molnár Ferenc : Doktor úr... Manci, a szobalány

## Önálló estjeiből
- Oriana Fallaci műve alapján: Egy meg nem született gyermekhez (monodráma)

Szerzői estek:
- Vas István
- Devecseri Gábor
- Garai Gábor
- Váci Mihály
- Juhász Ferenc

## Filmek, tv
- Nyáron egyszerű (1964)
- Egy, kettő, három (1967)
- Valami Amerika (2002)

## Hangoskönyv
- Szerelem '56 – Hangoskönyv (CD) – Petőfi Irodalmi Múzeum, 2006